# Rakoniewice (gemeente)
De gemeente Rakoniewice is een stad- en landgemeente in het Poolse woiwodschap Groot-Polen, in powiat Grodziski (Groot-Polen).
De zetel van de gemeente is in Rakoniewice.
Op 30 juni 2004 telde de gemeente 12 404 inwoners.

## Oppervlakte gegevens
In 2002 bedroeg de totale oppervlakte van gemeente Rakoniewice 201,15 km², waarvan:
- agrarisch gebied: 52%
- bossen: 41%

De gemeente beslaat 31,25% van de totale oppervlakte van de powiat.

## Demografie
Stand op 30 juni 2004:
| Omschrijving                   | Totaal | Totaal | Vrouwen | Vrouwen | Mannen | Mannen |
| ------------------------------ | ------ | ------ | ------- | ------- | ------ | ------ |
| eenheid                        | aantal | %      | aantal  | %       | aantal | %      |
| inwoners                       | 12 404 | 100    | 6194    | 49,9    | 6210   | 50,1   |
| bevolkingsdichtheid (inw./km²) | 61,7   | 61,7   | 30,8    | 30,8    | 30,9   | 30,9   |

In 2002 bedroeg het gemiddelde inkomen per inwoner 1278,2 zł.

## Administratieve plaatsen (sołectwo)
Adolfowo, Blinek, Błońsko, Cegielsko, Drzymałowo, Elżbieciny, Głodno, Gnin, Gola, Goździn, Jabłonna, Komorówko, Kuźnica Zbąska, Łąkie, Łąkie Nowe, Narożniki, Rakoniewice-Wieś, Rataje, Rostarzewo, Ruchocice, Stodolsko, Tarnowa, Terespol, Wioska, Wola Jabłońska.

## Aangrenzende gemeenten
Grodzisk Wielkopolski, Kamieniec, Nowy Tomyśl, Przemęt, Siedlec, Wielichowo, Wolsztyn